# Monohelea panamensis
Monohelea panamensis är en tvåvingeart som beskrevs av Lane och Wirth 1964. Monohelea panamensis ingår i släktet Monohelea och familjen svidknott. Inga underarter finns listade i Catalogue of Life.